# Věra Kůrková
Věra Kůrková (* 1948) je česká matematička zabývající se především teorií nelineární aproximace a optimalizace, matematickou teorií neuronových sítí a teorií učení.
V roce 1972 absolvovala Matematicko-fyzikální fakultu Univerzity Karlovy, obor topologie. Je členkou vědecké rady Ústavu informatiky AV ČR, kde pracuje od roku 1990. Od roku 2001 je též členkou Oborové rady 1: Matematické a fyzikální vědy a informatika Grantové agentury AV.

## Dílo
Seznam děl:
- V. Kůrková, M. Sanguineti: Model complexities of shallow networks representing highly varying functions, Neurocomputing 171, 598-604, 2016.
- V. Kůrková, P. C. Kainen: Comparing fixed and variable-width Gaussian networks, Neural Networks (57): 23-28, 2014.
- V. Kůrková: Complexity estimates based on integral transforms induced by computational units, Neural Networks (33): 160-167, 2012.
- G. Gnecco, V. Kůrková: Sanguineti: Accuracy of approximations of solutions to Fredholm equations by kernel methods. Applied Mathematics and Computation, 218(14), 7481-7497, 2012.
- P. C. Kainen, V. Kůrková, M. Sanguineti: Dependence of Computational Models on Input Dimension: Tractability of Approximation and Optimization Tasks. IEEE Transactions on Information Theory 58(2): 1203-1214, 2012.
- G. Gnecco, V. Kůrková, M. Sanguineti: Can dictionary-based computational models outperform the best linear ones? Neural Networks 24(8): 881-887, 2011.
- G. Gnecco, V. Kůrková, M. Sanguineti: Some comparisons of complexity in dictionary-based and linear computational models. Neural Networks 24(1): 171-182, 2011.
- P. C. Kainen, V. Kůrková, A. Vogt: Integral combinations of Heavisides. Math. Nachr. 283(6): 854-878, 2010.
- P. C. Kainen, V. Kůrková: An Integral Upper Bound for Neural Network Approximation. Neural Computation 21(2009): 2970-2989, 2009.
- P. C. Kainen, V. Kůrková, M. Sanguineti: Complexity of Gaussian radial basis networks approximating smooth functions. Journal of Complexity 25(2009): 63-74, 2009.
- V. Kůrková, M. Sanguineti: Geometric Upper Bounds on Rates of Variable-Basis Approximation. IEEE Transactions on Information Theory, 54(12): 5681-5688, 2008.
- V. Kůrková, M. Sanguineti: Approximate minimization of the regularized expected error over kernel models.Mathematics of Operations Research 33(3): 747-756, 2008.
- V. Kůrková: Minimization of error functionals over perceptron networks. Neural Computation 20(1): 252-270, 2008.
- V. Kůrková, M. Sanguineti: Estimates of covering numbers of convex sets with slowly decaying orthogonal subsets. Discrete Applied Mathematics 155: 1930-1942, 2007.
- P. C. Kainen, V. Kůrková, A. Vogt: A Sobolev-type upper bound for rates of approximation by linear combinations of Heaviside plane waves. Journal of Approximation Theory 147: 1-10, 2007.
- V. Kůrková: Supervised learning with generalization as an inverse problem. Logic Journal of IGPL 13: 551-559, 2005.
- V. Kůrková, M. Sanguineti: Learning with generalization capability by kernel methods of bounded complexity.Journal of Complexity 21: 350-367, 2005.
- V. Kurková, M. Sanguineti: Error estimates for approximate optimization by the extended Ritz method. SIAM Journal on Optimization, 15, 2, 2005, pp. 461-487.
- P. C. Kainen, V. Kůrková, M. Sanguineti: Rates of approximate minimization of error functionals over Boolean variable-basis functions. Journal of Mathematical Modelling and Algorithms 4: 355-368, 2005.
- P. C. Kainen, V. Kůrková, M. Sanguineti: Minimization of error functionals over neural networks. SIAM Journal on Optimization 14: 732-742, 2003.
- P. C. Kainen, V. Kůrková, A. Vogt: Best approximation by linear combinations of characteristic functions of half-spaces. Journal of Approximation Theory 151-159, 2003.
- V. Kůrková, M. Sanguineti: Comparison of worst-case errors in linear and neural network approximation. IEEE Transactions on Information Theory 48: 264-275, 2002.
- V. Kůrková, M. Sanguineti: Bounds on rates of variable-basis and neural network approximation. IEEE Transactions on Information Theory 47: 2659-2665, 2001.
- P. C. Kainen, V. Kůrková, A. Vogt: Continuity of approximation by neural networks in -spaces. Annals of Operational Research 101: 143-147, 2001.
- P. C. Kainen, V. Kůrková, A. Vogt: Best approximation by Heaviside perceptron networks. Neural Networks 13: 695-697, 2000.
- P. C. Kainen, V. Kůrková, A. Vogt: Geometry and topology of continuous best and near best approximations.Journal of Approximation Theory 105: 252-262, 2000.
- P. C. Kainen, V. Kůrková, A. Vogt: An integral formula for Heaviside neural networks. Neural Network World 10: 313-320, 2000.
- P. C. Kainen, V. Kůrková, A. Vogt: Approximation by neural networks is not continuous. Neurocomputing 29: 47-56, 1999.
- V. Kůrková, P. Savický, K. Hlavácková: Representations and rates of approximation of real-valued Boolean functions by neural networks. Neural Networks 11: 651-659, 1998.
- V. Kůrková, P. C. Kainen, V. Kreinovich: Estimates of the number of hidden units and variation with respect to half-spaces. Neural Networks 10: 1061-1068, 1997
- V. Kůrková: Trade-off between the size of parameters and the number of units in one-hidden-layer networks.Neural Network World 2: 191-200, 1996.
- V. Kůrková, P. C. Kainen: Singularities of finite scaling functions. Applied Math. Letters 9: 33-37, 1996.
- V. Kůrková: Approximation of functions by perceptron networks with bounded number of hidden units, Neural Networks 8: 745-750, 1995.
- P. C. Kainen, V. Kůrková, V. Kreinovich, O. Sirisengtaksin: Uniqueness of network parameterization and faster learning, Neural, Parallel and Scientific Computations 2: 459-466, 1994.
- V. Kůrková, P. C. Kainen: Functionally equivalent feedforward neural networks, Neural Computation 6: 543-558, 1994.
- P. C. Kainen, V. Kůrková: Quasiorthogonal dimension of Euclidean spaces. Applied Math. Letters 6: 7-10, 1993.
- V. Kůrková: P. C. Kainen: Equivalent weight vectors in perceptron type networks, Neural Network World 2: 685-692, 1992.
- V. Kůrková: Kolmogorov's theorem and multilayer neural networks, Neural Networks 5: 501-506, 1992.
- V. Kůrková: Are sigmoidals the best activation functions in multilayer feedforward networks?, Neural Network World 2: 27-34, 1992.
- V. Kůrková: Kolmogorov's theorem is relevant, Neural Computation 3: 617-622, 1991.